# Institut für Auslandsbeziehungen
Das ifa — Institut für Auslandsbeziehungen e. V. ist eine deutsche Mittlerorganisation für den internationalen Kulturaustausch mit Sitz in Stuttgart und in Berlin. Als älteste deutsche Mittlerorganisation für Auswärtige Kulturpolitik engagiert sich das ifa weltweit für Kunstaustausch, den Dialog der Zivilgesellschaften und die Vermittlung außenkulturpolitischer Informationen.

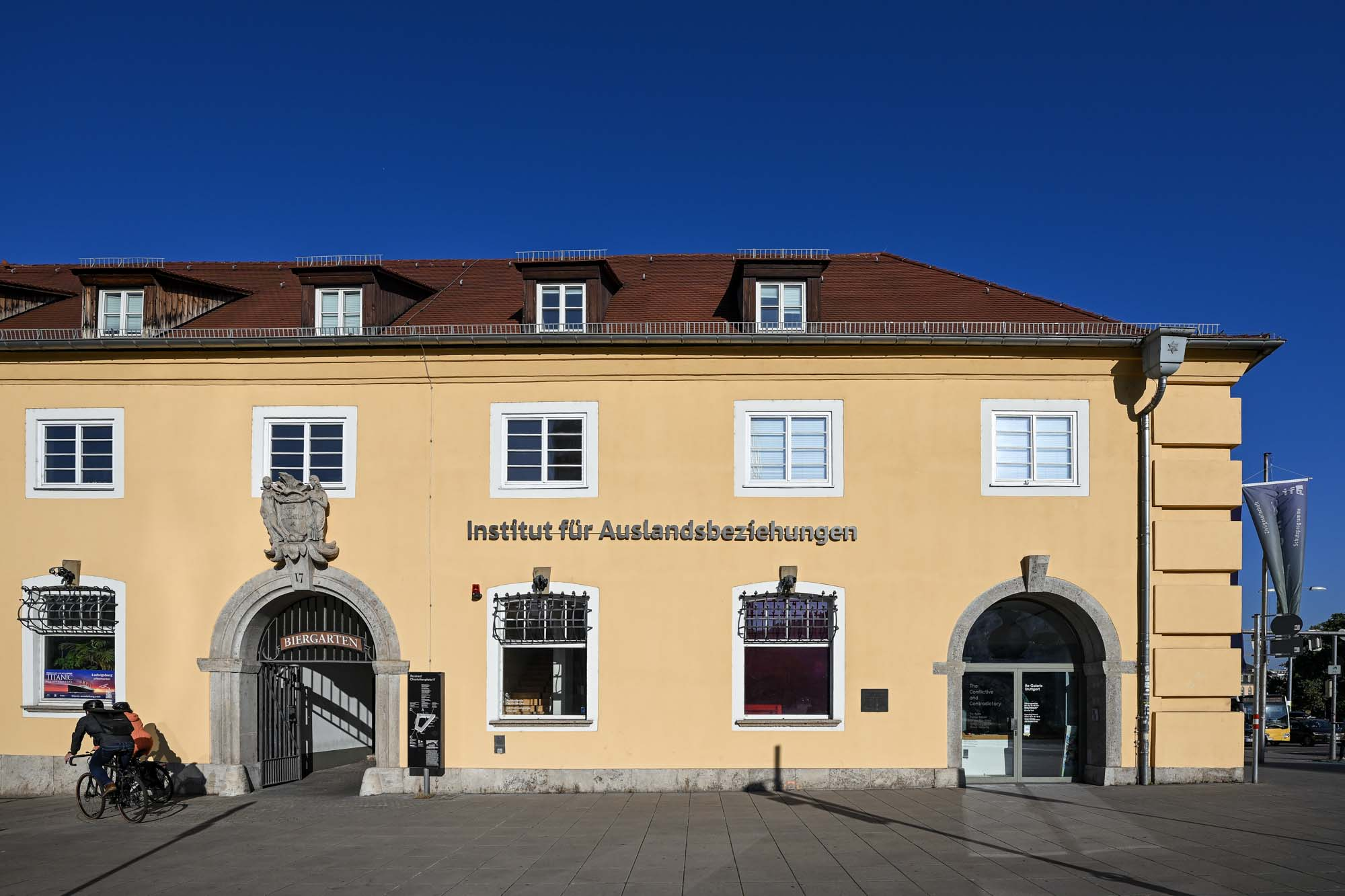
Im „Alten Waisenhaus“ am Stuttgarter Charlottenplatz ist seit 1925 der Sitz des ifa. (Foto: Gerald Ulmann 2024)

## Geschichte

### Gründung (1917)
Am 10. Januar 1917 wurde per Dekret des württembergischen Königs Wilhelm II. in Stuttgart der Vorläufer des heutigen Instituts für Auslandsbeziehungen gegründet. Das Museum und Institut zur Kunde des Auslandsdeutschtums und zur Förderung deutscher Interessen im Ausland, das noch im selben Jahr in Deutsches Ausland-Institut (DAI) umbenannt wurde, ging vor allem auf die Idee und den Einsatz des Stuttgarter Unternehmers Theodor Wanner (1875–1955) zurück. Das Institut wurde gemeinsam vom Deutschen Reich, vom Königreich Württemberg und der Stadt Stuttgart getragen.

### Nachkriegszeit und Weimarer Republik: die Aufbauphase (1918 bis 1933)
Nach dem Ende des Ersten Weltkriegs 1918 war das DAI bemüht, das ruinierte Ansehen Deutschlands in der Welt und die soziale Stellung der Auslandsdeutschen zu verbessern. So war das Institut in der Folge vor allem für die Beratung von Auswanderungswilligen, für die Betreuung von Auslandsdeutschen, aber auch für die Organisation von Ausstellungen und die Herausgabe einer Zeitschrift verantwortlich. Der wissenschaftliche Charakter des Instituts wurde darüber hinaus durch eine auslandskundliche Fachbibliothek, den Presse- und Nachrichtendienst sowie sein umfangreiches Archiv gestärkt. Geleitet wurde das DAI in dieser Zeit von Theodor Wanner und dem Staatswissenschaftler und Publizisten Fritz Wertheimer (1884–1968), der ab 1. Oktober 1918 als Generalsekretär amtierte. In der Zeit der Weimarer Republik wurde das DAI in mehrere, nach Regionen und Zuständigkeitsbereichen unterteilte Sachabteilungen gegliedert. 1926 entstand außerdem ein Nordamerika-Referat. In den Jahren 1926/1927 hatte das Institut etwa 50 Angestellte. Untergebracht war das DAI seit dem Frühjahr 1925 in einem ehemaligen, vom Architekten Paul Schmitthenner umgebauten, Waisenhaus am Stuttgarter Charlottenplatz. Das Gebäude wurde 1924 als „Haus des Deutschtums“ eingeweiht. Neben den Räumlichkeiten für die verschiedenen Abteilungen umfasste der Komplex ein Rundfunkstudio. Dieses nutzten Wanner und Wertheimer, um eigene DAI-Rundfunkbeiträge zu produzieren, die meist über den Südfunk ausgestrahlt wurden. Darüber hinaus erschienen im DAI neben der von Wertheimer herausgegebenen Halbmonatsschrift Der Auslandsdeutsche einige Buchreihen und wissenschaftliche Handbücher. Ab 1928 mussten infolge von finanziellen Schwierigkeiten vor allem die Ausstellungsaktivitäten eingeschränkt werden. Doch wurde die Arbeit des Instituts auch von den politischen Unsicherheiten und Unruhen im Land beeinträchtigt. So sah sich die Geschäftsführung des DAI immer wieder Angriffen von Seiten der aufstrebenden rechtsradikalen Kräfte ausgesetzt.

### Zeit des Nationalsozialismus (1933 bis 1945)
Die Machtübertragung an die Nationalsozialisten hatte für das DAI tiefgreifende Konsequenzen. Am 7. März 1933 wurde der Sitz des Instituts von der SA besetzt. Das DAI wurde gleichgeschaltet. Fritz Wertheimer wurde aufgrund seiner jüdischen Abstammung widerrechtlich abgesetzt. Später wanderte er nach Brasilien aus. Auch der Gründer und Vorstandsvorsitzende Theodor Wanner wurde unrechtmäßig seines Amtes enthoben. Ihn ersetzte der Stuttgarter NSDAP-Oberbürgermeister Karl Strölin (1890–1963), der die Präsidentschaft übernahm. Zum Institutsleiter wurde Richard Csaki (1886–1943) ernannt, der sein Amt dann 1941 an den Nationalsozialisten Hermann Rüdiger (1889–1946) abgab. Unter der neuen Führung wurde das Institut zweckentfremdet und später als Instrument der nationalsozialistischen Rassenpolitik missbraucht. Die Aufgaben und Zuständigkeiten wandelten sich grundlegend. Sie wurden 1934 in der Broschüre Neue Aufgaben des Deutschen Ausland-Instituts beschrieben. Demnach sollte sich das Institut in Zukunft vor allem darum kümmern, die nationalsozialistische Weltanschauung unter den Auslandsdeutschen zu verbreiten und sie ggf. zu Soldaten des Dritten Reichs auszubilden. Die Umfunktionierung der Auslandsdeutschen als „fünfte Kolonne“ des NS-Regimes wurde in mehreren Ländern, so unter anderem in den USA versucht. Innerhalb kürzester Zeit entwickelte sich das DAI zu einem Planungszentrum der Volkstumspolitik des Hitler-Regimes. Ab 1937 war es Bestandteil einzelner Schritte deutscher Okkupationspolitik unter dem Deckmantel „Heim ins Reich“, die auch mit nachrichtendienstlichen und kriegspsychologischen Mitteln und Methoden betrieben wurde. Auf dem Programm standen die Propagierung der deutschen „Rassenpolitik“ und die „Eindeutschung“ ausländischer Gebiete. So war das DAI u. a. an der Vorbereitung, Durchführung und Auswertung von Umsiedlungen in den eroberten osteuropäischen Gebieten beteiligt. Es bestanden eine enge Zusammenarbeit und ein reger Informationsaustausch mit der Gestapo, der NSDAP und dem Außenpolitischen Amt der NSDAP. Wie wichtig das DAI für die neuen Machthaber war, zeigt die stetige Vergrößerung, die das Institut unter der Herrschaft der Nationalsozialisten erfuhr. Zählte das DAI 1926/1927 noch etwa 50 Angestellte, so stieg diese Zahl bis zum Kriegsausbruch 1939 auf 157 an. Gleichzeitig wurde auch der Etat kontinuierlich erhöht. Zu den Geldgebern zählte ab 1935 auch das Reichsministerium für Volksaufklärung und Propaganda.
Mit dem Beginn des Zweiten Weltkriegs weitete das DAI seine Aktivitäten aus, vor allem unterstützte es die nationalsozialistische, rassistische Propaganda. Darüber hinaus nahm das Institut auch unmittelbar Einfluss auf das Kriegsgeschehen. Das DAI stellte Karten bereit, die über die Verteilung der Bevölkerungsgruppen in Osteuropa Auskunft gaben und somit wesentliche Informationen für Umsiedlungsaktionen und Deportationen in den besetzten Gebieten lieferten. Es entwickelte sich eine intensive Zusammenarbeit mit der SS. Immer wieder wurden außerdem unliebsame Ratsuchende denunziert. Durch den erfolgreichen Vormarsch der Alliierten wurde die Arbeit des DAI in den folgenden Jahren immer weiter eingeschränkt. 1943 endete sie vorübergehend.

### Nachkriegszeit und Neugründung (1949 bis 1951)
Nach dem Krieg wurde das DAI von den amerikanischen Besatzungsbehörden als „belastet“ eingestuft. Diese Qualifizierung hinderte aber weder eine Wiedereröffnung unter dem neuen Titel Institut für Auslandsbeziehungen, noch schadete sie einer weiteren Karriere der beim DAI beschäftigten „Volkstumswissenschaftler“. Am 5. Juli 1949 wurde die Neugründung beschlossen, verbunden mit der Umbenennung in Institut für Auslandsbeziehungen (ifa). 1951 erfolgte die offizielle Wiederaufnahme der Tätigkeiten des Instituts. Bundespräsident Theodor Heuss bezeichnete das Institut in seiner Rede anlässlich der Wiedereröffnung als „Elementarschule für den Verkehr mit dem Ausland“, einem „Umschlagplatz“ im kulturellen Geben und Nehmen. Franz Thierfelder (1896–1963) sollte den Neuanfang als Generalsekretär des ifa in die Wege leiten. Doch war der Kulturpolitiker aufgrund seiner ideologischen Schriften zur Zeit des Dritten Reiches umstritten. Tatsächlich aber legte Thierfelder, der die Entnazifizierung unbeschadet überstanden hatte, seine alten Vorstellungen ab. Nach seiner Vorstellung sollte sich das Institut von nun an vor allem dafür einsetzen, „Fremdes“ verständlich zu machen und dem Ausland die eigene Kultur näher zu bringen. Die vom Institut propagierte Abkehr von der Vergangenheit wurde im Auswärtigen Amt positiv aufgenommen und mit finanzieller Unterstützung honoriert. Dies sicherte das langfristige Fortbestehen des ifa.

### Neuanfang (1951 bis 1989)
Der Neuanfang des ifa gestaltete sich schwierig. Der Ruf des Instituts war nach der NS-Zeit lädiert; viele Kontakte, zum Beispiel nach Osteuropa, waren weggebrochen; es begann die Zeit des Kalten Krieges. Hinzu kamen die Konkurrenz zu anderen Mittlerorganisationen wie dem Goethe-Institut, ein geringerer finanzieller Spielraum als zuvor und die eingeschränkte Sichtbarkeit im Ausland, die auch auf die damalige Außenpolitik zurückzuführen war, die der Kultur kaum Bedeutung zumaß. Der Wirkungsgrad des ifa blieb in dieser Zeit entsprechend begrenzt. Die Tätigkeiten des Instituts bestanden in der Auswandererberatung, der Herausgabe einer eigenen Zeitschrift (1951–1962 Mitteilungen, ab 1962 Zeitschrift für Kulturaustausch und seit 2022 Kulturaustausch – Magazin für internationale Perspektiven), dem Ausbau der hauseigenen Bibliothek, dem Auslandsversand von Büchergaben und der Organisation von Ausstellungen. Erst nach und nach wurden die Beziehungen zu anderen Ländern wieder enger, der gesellschaftliche Einfluss des ifa wuchs. Mit der eigenen Position während des Nationalsozialismus begann sich das Institut allerdings erst ab den 1960er-Jahren auseinanderzusetzen. Im Mai 1971 wurde die spätere ifa-Galerie in Stuttgart eröffnet. Anfang der 1970er Jahre ging außerdem die Vermittlung von Ausstellungen deutscher Kunst ins Ausland in die alleinige Verantwortung des ifa über. 1971 wurde dem ifa vom Auswärtigen Amt die Koordination des Deutschen Pavillons auf der Biennale in Venedig übertragen.

### Nach der Wiedervereinigung (ab 1990)
Der Mauerfall und die Deutsche Wiedervereinigung zogen auch für das ifa bedeutende Veränderungen nach sich. Aufmerksamkeit erregte dabei vor allem die Übernahme der Kunstsammlung des ehemaligen ZfK (Zentrum für Kunstausstellungen der DDR) durch das ifa. In der Zeit der innerdeutschen Teilung stellte das ZfK das ostdeutsche Pendant zum ifa dar. Es war u. a. für die Organisation von Ausstellungen im In- und Ausland und den Kulturaustausch der DDR verantwortlich. Die Kunstsammlung des ZfK umfasste Druckgrafiken, Papierarbeiten, Fotografien und Malereien zahlreicher ostdeutscher Künstler, insgesamt etwa 10.500 Werke. Diese sollten nun, gemäß den Vereinbarungen der Einheitsverträge, in den Bestand des ifa übergehen. Doch stieß der Plan in den Gebieten der ehemaligen DDR auf großen Widerstand. Empört äußerten sich ostdeutsche Medien über die „feindliche Übernahme“ durch das Stuttgarter Institut. In der Folge forderte ein Zusammenschluss mehrerer ostdeutscher Museen die Übergabe diverser Kunstwerke in die eigenen Sammlungen. Unter dem Druck der Museen und der Medien wurden einen Monat vor der Übernahme des ehemaligen ZfK-Bestandes 219 museumswürdige Kunstwerke an mehrere ostdeutsche Museen übergeben. Nach der Wiedervereinigung weitete das ifa seine Aktivitäten auch auf die neuen Bundesländer aus. So bemühte man sich um den Ankauf von Kunstwerken ostdeutscher Künstler und um deren Ausstellung. Darüber hinaus wurde 1991 eine ifa-Galerie an der Linienstraße in Berlin eröffnet. Außerdem arbeitete das ifa intensiv daran, seine Sichtbarkeit im Ausland und im außenpolitischen Gefüge Deutschlands zu verbessern. Dies konnte auch mit Hilfe diverser Förderprogramme (u. a. zivik – Zivile Konfliktbearbeitung, das CrossCulture Programm und Kunstförderung), mehrerer Tourneeausstellungen, eines Forschungsprogramms, der Fachbibliothek für Auswärtige Kultur- und Bildungspolitik, der Zeitschrift Kulturaustausch sowie zahlreicher Publikationen erreicht werden.
Die Transformationsprozesse innerhalb Europas nach dem Fall des „Eisernen Vorhangs“ hatten auch für das ifa Konsequenzen. Es begann sich verstärkt für den Schutz von Minderheiten und für die Stärkung des europäischen Einigungsprozesses einzusetzen. Außerdem rückten die Intensivierung des europäisch-islamischen Dialogs und die Förderung internationaler Friedensprojekte sowie humanitärer Hilfe in den Fokus. 2009 wurde der Theodor-Wanner-Preis vom ifa ins Leben gerufen, um Persönlichkeiten und Organisationen zu würdigen, die sich in herausragender Weise für den Dialog der Kulturen, für Frieden und Völkerverständigung engagieren.

## Organisation
Das Institut für Auslandsbeziehungen war bis August 1997 eine Anstalt des öffentlichen Rechts. Am 26. August 1997 wurde das Institut in die Rechtsform eines Vereins überführt.
Organe des Vereins sind die Mitgliederversammlung, das Präsidium und das Generalsekretariat. Gitte Zschoch ist seit 1. Oktober 2021 Generalsekretärin des Instituts; Ulrich Raulff ist seit 1. Oktober 2018 dessen ehrenamtlicher Präsident.
Das ifa wird vom Auswärtigen Amt, dem Land Baden-Württemberg und der Landeshauptstadt Stuttgart finanziert. Der dem Auswärtigen Amt jährlich in der Form und nach den Grundsätzen des Bundeshaushaltsplanes zu erstellende Entwurf eines Wirtschaftsplans einschließlich eines Stellen- und Organisationsplanes für das folgende Haushaltsjahr wird beim Kapitel 0504 „Pflege kultureller Beziehungen zum Ausland“, Titelgruppe „Allgemeine Auslandskulturarbeit (Institutionelle Förderung)“, Titel 687 47 1.3 „Institut für Auslandsbeziehungen e. V., Stuttgart“ im Einzelplan des Auswärtigen Amtes des Bundeshaushaltsplanes nach seinem Verwendungszweck (Ausgaben) bzw. Entstehungsgrund (Einnahmen) getrennt wie folgt einzeln veranschlagt.
| Wirtschaftsplan                                                                 | Soll 2025 1 000 € | Soll 2024 1 000 € | Ist 2023 1 000 € |
| ------------------------------------------------------------------------------- | ----------------- | ----------------- | ---------------- |
| 1. Ausgaben                                                                     | 19 602            | 20 224            | 21 007           |
| 1.1 Personalausgaben                                                            | 8 983             | 8 872             | 7 340            |
| 1.2 Sächliche Verwaltungsausgaben                                               | 3 218             | 2 972             | 3 304            |
| 1.3 Besondere Finanzierungsausgaben                                             | 7 401             | 8 380             | 10 363           |
| 2. Finanzierung der Ausgaben                                                    | 19 602            | 20 224            | 21 007           |
| 2.1 Eigene Mittel des Zuwendungsempfängers und Mittel nichtöffentlicher Stellen | 118               | 113               | 177              |
| 2.2 Zuwendungen von Ländern                                                     | 1 706             | 1 678             | 1 706            |
| 2.3 Zuwendungen von Gemeinden/Gemeindeverbänden                                 | 828               | 783               | 783              |
| 2.4 Zuwendung des Bundes                                                        | 16 950            | 17 650            | 18 341           |
| aus Kap. 0504 Tit. 687 47                                                       | 16 950            | 17 650            | 18 341           |

Die Auswärtige Kultur- und Bildungspolitik (AKBP) hat das Ziel, Kultur und Bildung über geographische, politische und soziale Grenzen hinweg zugänglich zu machen und zu ermöglichen und damit ein gegenseitiges Verständnis zu schaffen. Gemeinsam mit Partnerorganisationen will die AKBP dazu beitragen, weltweit Konflikte und Krisen zu entschärfen oder gar zu verhindern.
Zusätzlich gibt es einen Förderverein, durch dessen Mitgliederbeiträge Projekte realisiert werden können.

### Generalsekretäre
- 1918–1933 Fritz Wertheimer
- 1933–1941 Richard Csaki
- 1941–1945 Hermann Rüdiger
- 1945–1950 Otto Kurz
- 1951–1960 Franz Thierfelder
- 1960–1989 Michael Rehs
- 1990 Hans Schuhmann (kommissarisch)
- 1990–1996 Klaus Daweke
- 1996–1997 Udo Rossbach (kommissarisch)
- 1998–2008 Kurt-Jürgen Maaß
- 2008–2021 Ronald Grätz
- seit 1. Oktober 2021: Gitte Zschoch

### Vorsitzende des Vorstands (1917–1996)
- 1917–1933 Theodor G. Wanner
- 1933–1945 Karl Strölin
- 1948–1949 Theodor Heuss
- 1949–1951 Theodor G. Wanner
- 1951–1967 Walter Erbe
- 1968–1977 Adalbert Seifritz
- 1978–1992 Wilhelm Hahn
- 1992–1996 Paul Harro Piazolo

### Präsidenten (ab 1996)
- 1996–1997 Bernt Graf zu Dohna (Gründungspräsident)
- 1998–2006 Alois Graf von Waldburg-Zeil
- 2006–2016 Ursula Seiler-Albring
- 2017 Martin Roth
- 2017–2018 Bernt Graf zu Dohna (kommissarisch)
- Seit 2018 Ulrich Raulff

### Vorsitzende des Verwaltungsrats (1917–1996)
- 1917–1922 Wilhelm Herzog von Urach
- 1922–1928 Paul von Hintze
- 1928–1930 Hans Luther
- 1930–1933 Wilhelm Solf
- 1933–1945 Karl Strölin
- 1949–1951 Hans Luther
- 1951–1976 Alfons Baumgärtner
- 1977–1996 Hans Schuhmann

## Umsetzung
Das Institut für Auslandsbeziehungen forscht zum Themengebiet der Auswärtigen Kulturpolitik und zum interkulturellen Dialog. Die Websites, Studien und die Fachbibliothek in Stuttgart stellen wissenschaftlich aufbereitete, aktuelle Informationen bereit. Im vierteljährlichen Rhythmus gibt das Institut Kulturaustausch – Magazin für internationale Perspektiven heraus, in dem seit 1951 mehr als 2.500 Autoren aus über 150 Ländern publiziert haben und das eine Auflage von 7.800 Exemplaren umfasst. In Kooperation mit der Deutschen Welle verantwortet das ifa seit 2024 zudem das Online-Magazin Qantara, das zum Dialog mit der islamischen Welt beitragen soll.
Mit dem Fachbereich Kunst zeigt das Institut für Auslandsbeziehungen zahlreiche Tourneeausstellungen deutscher Kunst weltweit und gibt in den ifa-Galerien Stuttgart und Berlin Einblicke in die zeitgenössischen Kunst, Architektur und Design aus Osteuropa, Asien, Afrika und Lateinamerika.
Durch verschiedene Förder- und Stipendienprogrammen unterstützt das ifa Berufstätige im Kunst- und Kulturbereich, den Dialog mit der globalen Zivilgesellschaft, Projekte von nicht-staatlichen Akteuren in Krisenregionen sowie deutsche Minderheiten in Mittel-, Ost- und Südosteuropa, im Kaukasus und in Zentralasien.
Bei der Umsetzung der Projekte kooperiert das Institut für Auslandsbeziehungen mit zahlreichen internationalen Partnern wie Stiftungen und internationalen Organisationen auf den Gebieten der Kultur, der Medien im Ausland und der Friedensförderung.

### Wissenschaft, Forschung und Information
Das Institut für Auslandsbeziehungen bietet umfassende Informationen zur Auswärtigen Kultur- und Bildungspolitik (AKBP) forschungsbasiertes Wissen an der Schnittstelle von Kultur und Außenpolitik. Ziel ist es, Außenkulturpolitik wissenschaftlich zu begleiten und neue Konzepte zwischen Kultur, Politik und Medien zu entwickeln.
Das Informationsportal „Kultur und Außenpolitik“ bietet einen nach Themen und Ländern sortierten Überblick über aktuelle außenkulturpolitische Themen an der Schnittstelle von Wissenschaft und Praxis. Für das Forschungsprogramm „Kultur und Außenpolitik“ und die Programmlinie „Forschen“ der Martin Roth-Initiative arbeiten Experten aus Kunst, Kultur, Politik und Medien zu aktuellen Fragestellungen der Auswärtigen Kultur- und Bildungspolitik und entwerfen Handlungsempfehlungen.
Mittlerorganisationen, Wirtschafts- sowie Medienpartner und Universitäten kooperieren mit dem ifa zur Betreuung von Expertise, bei Fachtagungsorganisationen und Publikationen der wissenschaftlichen Beiträge. Die International Cultural Relations Research Alliance (ICRRA) vernetzt Forschende weltweit zu Themen der internationalen Kulturbeziehungen und engagiert sich für mehr Gerechtigkeit in globalen Wissensökonomien.
Der Bereich der Dialogforen initiiert Begegnungs-, Dialog- und Konferenzprogramme. Seit 2006 organisiert das ifa Themenreisen im Rahmen des Besucherprogramms der Bundesrepublik. Teilnehmende aus der ganzen Welt werden nach Deutschland eingeladen, um mit staatlichen und nichtstaatlichen Akteuren politische Konzepte zu diskutieren und Erfahrungen auszutauschen. Das Vortragsprogramm der Bundesregierung wiederum entsendet deutsche Experten und unterstützt die deutschen Auslandsvertretungen von der Themenfindung und Konzeption bis zur Durchführung der Veranstaltungen. Das ifa begann 1995 mit der Umsetzung des Programms, das sich an Multiplikatoren, Lehrende und Lernende sowie zivilgesellschaftliche Akteure richtet.

### Kunst
Das ifa steht im Austausch mit international tätigen Kunstschaffenden und unterhält und verstärkt ein internationales Netzwerke im Bereich von Kunst und Kultur. Es kuratiert, fördert und realisiert weltweit Ausstellungen aus den Bereichen bildende Kunst, Design und Architektur. Im Zentrum der Arbeit stehen Ko-Kreation und die Vermittlungspraxis von künstlerischen Werken und Konzepten. Über die Förderprogramme Künstlerkontakte und Ausstellungsförderung unterstützt das Institut seit 1982 Kunstschaffende im internationalen Kontext bei ihrer Arbeit und im Aufbau neuer Netzwerke materiell und ideell, die auf internationalen Kunstbiennalen vertreten sind oder Projekte im Ausland realisieren. Die beiden Galerien an den Standorten Berlin und Stuttgart zeigen in Wechselausstellungen internationale, zeitgenössische Positionen zu den Schwerpunkten postkoloniale Bewegungen, Migration und kulturelle Transfers. Begleitend zu allen Ausstellungen veranstaltet das ifa ein Rahmenprogramm für Kinder, Jugendliche und Erwachsene. Die Förderung von Kunst- und Kulturaustausch in Ausstellungs-, Dialog- und Konferenzprogrammen ist Teil des Engagements des ifa zur Förderung von interkulturellem Verständnis und friedlichem Zusammenleben.
Das transdisziplinäre Ausstellungs- und Vermittlungsprojekt „Untie to Tie“ der ifa-Galerie Berlin initiiert seit 2017 Dialoge und Arbeiten zu kolonialen Vermächtnissen, Bewegung, Migration und Umwelt.
Das ifa organisiert weltweit tournierende Ausstellungen zeitgenössischer Kunst, Architektur und Designs, die teils mehrere Jahre durch unterschiedliche Länder reisen und aus dem ifa-Kunstbestand mit rund 24.0000 Werken stammen, darunter namhafte Künstler wie Günther Uecker, Rebecca Horn, Rosemarie Trockel, Sigmar Polke oder Marcel Odenbach.
Etwa die Hälfte der Werke wurde für die Tourneeausstellungen angekauft. Die andere Hälfte stammt aus der Sammlung des Zentrums für Kunstausstellungen der DDR (ZfK), die dem ifa 1991 übertragen wurde. Zu den Werken der Sammlung zählen Arbeiten von Kunstschaffenden wie Joseph Beuys, Gerhard Richter, Sigmar Polke und Günther Uecker. Unter dem Titel "Publik machen" zeigte das ifa 2024 in einer Online-Ausstellung auf der digitalen Plattform Agora erstmals 160 Werke von 40 Künstlern in Kooperation mit der Wüstenrot-Stiftung.
Seit 1971 koordiniert und realisiert das ifa im Auftrag des Auswärtigen Amts den Deutschen Pavillon auf der Biennale in Venedig und seit 2009 verantwortet es die finanzielle und inhaltliche Gesamtverantwortung des deutschen Beitrages kommissarisch. Das ifa fungiert als Kompetenzzentrum für die wissenschaftliche Auseinandersetzung mit dem Thema Biennale und engagiert sich in globalen Netzwerken von Biennale-Akteuren. Im Jahr 2000 initiierte das ifa in Kooperation mit Partnern die Konferenzreihe „biennials in dialogie“. Die 2012 ins Leben gerufene International Biennial Association (IBA) wurde vom Institut für Auslandsbeziehungen als Gründungsmitglied mit initiiert und gemeinsam mit weiteren Partnern aus dem Biennale-Kontext im selben Jahr das „World Biennial Forum“ organisiert - ein internationales Netzwerktreffen der weltweiten Biennale-Akteure, das 2012 in Gwangju und 2014 in São Paulo stattfand. Bis 2009 betreute es zudem administrativ deutsche Länderbeiträge bei den Biennalen in Sydney und São Paulo. Das ifa fördert die Forschung zu Biennale-Themen und trägt über die Veröffentlichung von Referenzpublikationen zur Biennale zur wissenschaftlichen Aufarbeitung des Themas bei.

### Bibliothek
Die ifa-Bibliothek in Stuttgart ist die weltweit führende wissenschaftliche Spezialbibliothek zur Auswärtigen Kultur- und Bildungspolitik und zu internationalen Kulturbeziehungen. Ihr Bestand umfasst eine halbe Million Bände, über 15.000 Zeitschriften und 120.000 Aufsätze aus der internationalen Forschung in 100 Sprachen. Sie ist amtliche Dokumentationsstelle zur Auswärtigen Kulturpolitik der Bundesrepublik Deutschland und somit der Informationsdienstleister für den Bundestag, das Auswärtige Amt sowie die Bundes- und Landesministerien. Darüber hinaus richtet sich das Angebot an Wissenschaftler, Nachwuchsforschende, Studierende sowie an Interessierte. Mit ihren über 430.000 Bänden und 1.000 Zeitschriften ist sie an den nationalen und internationalen Leihverkehr angeschlossen. Sie stellt außenkulturpolitische Grundlagentexte aller Art bereit. Ihre Sammelgebiete umfassen Auswärtige Kulturpolitik und internationale Kulturbeziehungen, deutschsprachige Bevölkerungsgruppen im Ausland, interkulturelle Kommunikation und Austauschforschung, kulturelle Länderkunde, nationale Stereotype, Minderheiten- und Migrationsforschung. Neben einer der vollständigsten Sammlungen zu deutschsprachiger Presse im Ausland bewahrt die ifa-Bibliothek Exemplare aller Publikationen des Goethe-Instituts.

### Zivile Konfliktbearbeitung
Das Förderprogramm zivik (zivile Konfliktbearbeitung) unterstützt weltweit zivile Akteure in Krisen- und Konfliktprävention sowie Friedensförderung. Es fördert dazu Nichtregierungsorganisationen bei der Initiierung und Umsetzung von Projekten mit internationalem, nationalem oder lokalem Tätigkeitsschwerpunkt und unterstützt zivilgesellschaftliche Akteure durch Beratung und Netzwerkbildung sowie Evaluation. Hierzu gehören auch Maßnahmen im Rahmen der Demokratisierungshilfe sowie der Ta’ziz-Partnerschaft für Demokratie mit Ländern Nordafrikas und des Nahen Ostens.

### Interkultureller Dialog
Das CrossCulture Programm bietet seit 2005 Stipendien für Berufstätige und ehrenamtlich engagierte Menschen aus Deutschland und mehr als 40 Ländern weltweit an. Durch berufsbezogene Aufenthalte fördert das Programm die Zusammenarbeit von Akteuren aus den Bereichen Kultur, Bildung, Menschenrechte, Nachhaltigkeit, Wissenschaft und Medien. Ziel des Programms ist es, zivilgesellschaftliche Netzwerke zwischen Deutschland und der Welt nachhaltig zu stärken. Im Jahr 2025 besteht das Alumni-Netzwerk des Programms aus ca. 1200 zivilgesellschaftlichen Akteuren weltweit.
Vor allem deutsche Minderheiten in Mittel-, Ost-, Südosteuropa und in der Gemeinschaft Unabhängiger Staaten (GUS) finden durch den Bereich Integration und Medien Unterstützung bei positiver gesellschaftlicher Positionierung. Verschiedene Entsendeprogramme schicken deutsche Fachkräfte in Institutionen deutscher Minderheiten, um interethnischen Dialog zu unterstützen und ein modernes Deutschlandbild zu vermitteln. Erfahrungsaustausch und Professionalisierungsmehrwert sollen außerdem über das Kulturassistentenprogramm erzielt werden, indem sich Nachwuchskräfte im Rahmen des Programms praktisch in Institutionen deutscher Minderheiten engagieren.
Zum 1. Juli 2024 ging das Internetportal Qantara.de von der Anbindung an die Deutschen Welle an das ifa über. Seit seiner Gründung 2003 nach den Anschlägen des 11. September 2001 fördert es durch seine journalistischen Beiträge den Dialog zwischen europäisch und islamisch geprägten Gesellschaften und veröffentlicht seine Beiträge auf Arabisch, Deutsch und Englisch.

## Preise und Auszeichnungen

### Theodor-Wanner-Preis
Von 2009 bis 2019 verlieh das ifa den Theodor-Wanner-Preis an Personen mit herausragendem Einsatz für den Dialog der Kulturen. Der Preis war nach Theodor Wanner benannt, auf dessen Initiative der Vorläufer des heutigen ifa entstand. Die Verleihung ging auf die Initiative des Fördervereins für das Institut für Auslandsbeziehungen zurück, individuelle und außergewöhnliche Leistungen für den interkulturellen Dialog mit einer feierlichen Preisverleihung zu würdigen und dem Kulturdialog auf diese Weise eine öffentliche Bühne zu geben.

### ifa-Preis für den Dialog der Kulturen
2021 wurde der Theodor-Wanner-Preis umbenannt in „ifa-Preis für den Dialog der Kulturen“, die Preiskriterien wurden beibehalten. Erster Preisträger unter dem neuen Namen ist der Pianist Igor Levit. 2022 wurde der Preis dem Kulturförderer und Menschenrechtsaktivisten Osman Kavala verliehen und im Jahr 2024 wurde Ukraine 5 AM Coalition ausgezeichnet - ein Zusammenschluss von Nichtregierungsorganisationen, der sich der Dokumentation von während des russischen Angriffskrieges auf die Ukraine begangenen Kriegsverbrechen verpflichtet hat.

### ifa-Forschungspreis Auswärtige Kulturpolitik
Das Institut für Auslandsbeziehungen zeichnet mit dem ifa-Forschungspreis „Auswärtige Kulturpolitik“ in regelmäßigen Abständen eine herausragende und die Forschung in besonderem Maße bereichernde Magister-, Diplom-, Masterarbeit oder Dissertation aus im Bereich Kultur und Außenpolitik aus. Gleichzeitig soll ein Anreiz gegeben werden, in den Themengebieten der Auswärtigen Kulturpolitik zu forschen. Seit 2001 wurden bislang 27 Forschende prämiert.

## Publikationen
Vom Institut für Auslandsbeziehungen werden folgende Zeitschriften und Editionen herausgegeben:
- Kulturaustausch – Magazin für internationale Perspektiven
- ifa-Edition Kultur und Außenpolitik
- ifa Input
- ECP-Monitor (External Cultural Policy)
- Policy Briefs
- Jahresbericht des ifa
- Edition „Portraits“
- Edition „Medienkulturen“
- Edition „Perspektive Außenkulturpolitik“
- Edition „ifa“
- Contemporary And (C&)
- Contemporary And América Latina
- CrossCulture Perspectives
- Publikationen der Martin Roth-Initiative
- Publikationen des ifa-Entsendeprogramms (bspw. die Jubiläumsbroschüre 2024)

Darüber hinaus ist das ifa Herausgeber zahlreicher Ausstellungskataloge, Studien, Dokumentationen, Sammelbände und Online-Publikationen.
- Die Deutschen Beiträge zur Biennale Venedig 1895–2007, DuMont, 2007 (eine aktualisierte und überarbeitete Neuauflage ist für 2022 geplant)